# Wenceslas Dasypodius
Pour les articles homonymes, voir Dasypodius.
Wenceslas Dasypodius est un scientifique bohémien du XVIe siècle.
Il a publié : 
1. Elegia de ultimo judicio et mundi fine ; il y annonce pour l'an 1583 la fin du monde et la descente de Jésus-Christ sur la terre pour juger les vivants et les morts. Il vécut assez longtemps pour se persuader qu'il avait mal lu dans l'avenir.
2. Carmen de terrœ motu, qui anno 1571 Moraviam concussit ;
3. Calendarium perpetuum ad horizontem Pragensem directum, Prague, 1591 ;
4. Dictionarium latino-bohemicum, qu'en Pologne on a pris pour base du plus ancien dictionnaire national, en plaçant seulement le mot polonais au lieu du bohémien, et que l'on a ainsi réimprimé plusieurs fois à Cracovie et à Varsovie. L'édition de Dantzig, 1642, est latine, allemande et polonaise.

## Source
« Wenceslas Dasypodius », dans Louis-Gabriel Michaud, Biographie universelle ancienne et moderne : histoire par ordre alphabétique de la vie publique et privée de tous les hommes avec la collaboration de plus de 300 savants et littérateurs français ou étrangers, 2e édition, 1843-1865 [détail de l’édition]